# شيلة سر (تشهار فريضة)
شیلة سر (بالفارسية: شیله سر) هي قرية تقع في إيران في البلدة المركزية. يقدر عدد سكانها بـ 249 نسمة بحسب إحصاء 2016.